# بليكسة بصيلية
بليكسة بصيلية (الاسم العلمي:Blyxa bulbosa) هي نوع غير مؤكد من النباتات يتبع جنس البليكسة من الفصيلة الحب المائية.